# Rogelio Archilla
Rogelio Archilla fue un intelectual religioso de Puerto Rico. De actividad destacada en Latinoamérica como predicador protestante, ocupó distintos cargos de responsabilidad a lo largo de su vida, ya que fue director del Seminario Bíblico de San José y pastor del Templo Bíblico de la misma ciudad. Escribió algunas obras de temática religiosa, destacándose Impresiones de la cruz.